# Stazione di Rigoli
Stazione di Rigoli vasútállomás Olaszországban, San Giuliano Terme településen.

## Vasútvonalak
Az állomást az alábbi vasútvonalak érintik:
- Pisa–Lucca-vasútvonal

## Kapcsolódó állomások
A vasútállomáshoz az alábbi állomások vannak a legközelebb:
- Stazione di San Giuliano Terme (Stazione di Pisa Centrale)
- Stazione di Ripafratta (Stazione di Lucca)